# 라트리니테 (알프마리팀주)

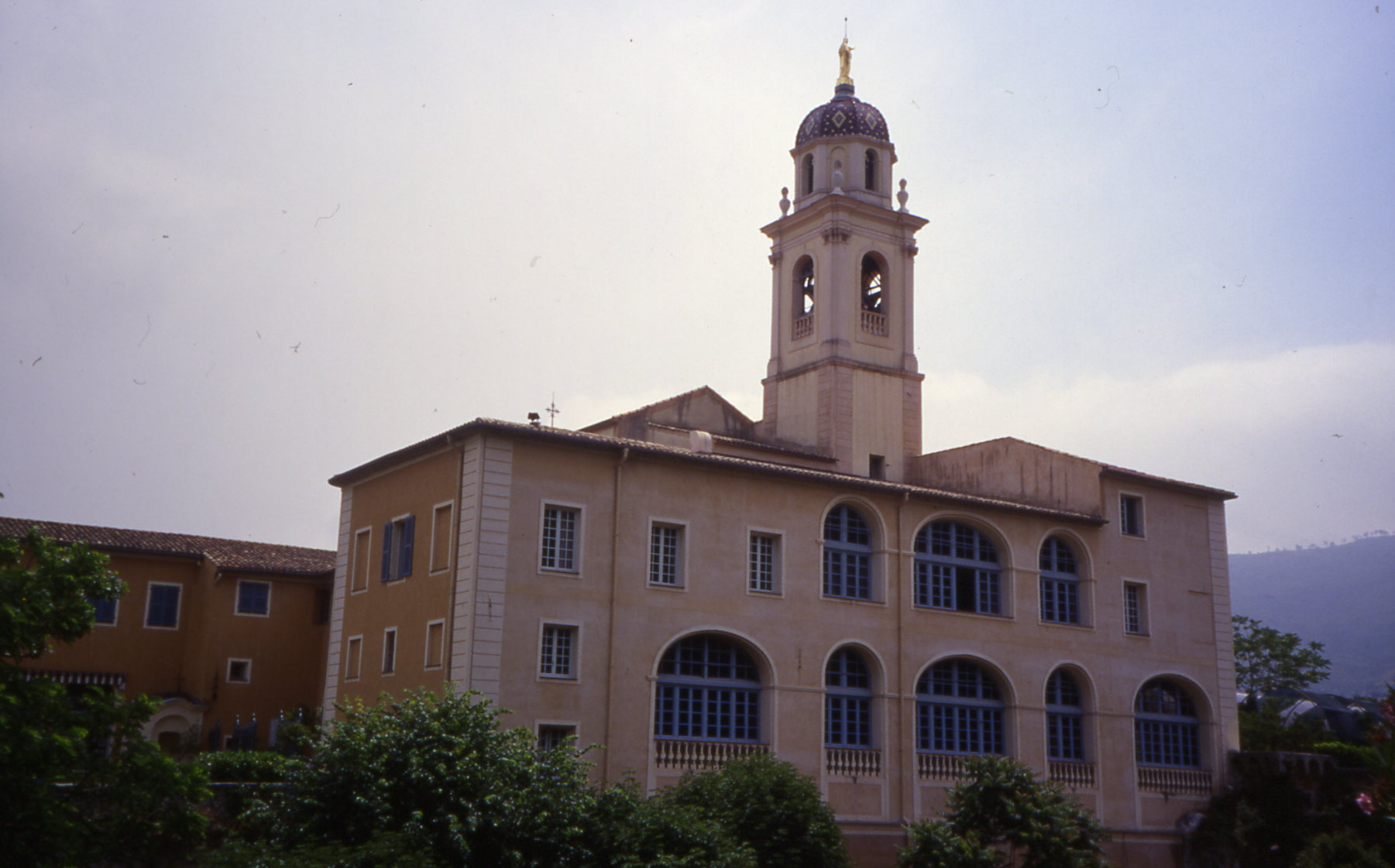
라트리니테 라게(Laghet) 성당

라트리니테(프랑스어: La Trinité)는 프랑스 남동부 프로방스알프코트다쥐르의 알프마리팀주에 위치한 코뮌으로 면적은 14.9km2, 인구는 10,485명(2022년 기준), 인구 밀도는 710명/km2이다.

시 문장

## 역사
과거 사르데냐 왕국에 속한 작은 마을이었으며 1860년에 프랑스에 편입되었다. 파용 강(Paillon) 좌안에 위치한다.
사르데냐 왕국에 속한 시절에는 리구리아해에 면한 항구인 니스와 수도인 토리노를 연결하는 도로 변에 위치하여 번성했었다.
니스 도심으로부터 10km 정도 떨어진 교외 지역이며 니스 도시권 개발로 인해 급성장한 산업 도시이다. 주요 명소로는 라게(Laghet) 성당이 있다.

## 인구
| 연도 | 인구   | ±%     |
| ---- | ------ | ------ |
| 1838 | 1,393  | —      |
| 1848 | 1,424  | +2.2%  |
| 1858 | 1,451  | +1.9%  |
| 1861 | 1,459  | +0.6%  |
| 1866 | 1,468  | +0.6%  |
| 1872 | 1,349  | −8.1%  |
| 1876 | 1,235  | −8.5%  |
| 1881 | 1,250  | +1.2%  |
| 1886 | 1,301  | +4.1%  |
| 1891 | 1,443  | +10.9% |
| 1896 | 1,282  | −11.2% |
| 1901 | 1,338  | +4.4%  |
| 1906 | 1,419  | +6.1%  |
| 1911 | 1,664  | +17.3% |
| 1921 | 1,404  | −15.6% |
| 1926 | 2,625  | +87.0% |
| 1931 | 2,875  | +9.5%  |
| 1936 | 2,941  | +2.3%  |
| 1946 | 2,589  | −12.0% |
| 1954 | 3,102  | +19.8% |
| 1962 | 3,625  | +16.9% |
| 1968 | 4,787  | +32.1% |
| 1975 | 7,068  | +47.6% |
| 1982 | 8,279  | +17.1% |
| 1990 | 10,197 | +23.2% |
| 1999 | 10,046 | −1.5%  |
| 2008 | 10,608 | +5.6%  |
| 2022 | 10,485 | −1.2%  |

## 같이 보기
- 알프마리팀주의 코뮌 목록